# Ocratossina A
L'ocratossina A è una micotossina, prodotta da specie dei generi Aspergillus e Penicillium, quali A. ochraceus e P. viridicatum.
Si ritrova principalmente nei cereali, nel caffè, nella frutta secca e nel vino.

## Specifiche tossiche
L'ocratossina A (OTA) ha un'attività essenzialmente nefrotossica. Le intossicazioni principali causate dall'ocratossina A negli allevamenti zootecnici sono la nefropatia dei suini, segnalata nei Paesi del nord-Europa e nei Balcani, e la nefropatia aviaria, diffusa invece nell'America del Nord, entrambe associate al consumo di cereali contaminati da ocratossina A. In dosi diverse può risultare anche immunotossica, cancerogena e genotossica e ad alte concentrazioni può causare comparsa di epatiti, enteriti e necrosi del tessuto linfatico. L'ocratossina A inibisce anche la sintesi proteica, soprattutto nelle cellule renali, con effetti immunosoppressivi.
L'ocratossina A è un accertato cancerogeno per gli animali, ma non esistono dati sufficienti per dimostrarne la cancerogenicità per l'uomo. Inoltre si accumula nei tessuti, rendendo tossiche e carcinogene anche le carni di animali che si siano nutriti di cibi contaminati. Alcuni studi indicano che viene assorbita principalmente nello stomaco, e poi del digiuno, il tratto di intestino tra duodeno e ileo.
L'ocratossina A può provocare danni all'intero organismo, essendo capace di legarsi alle siero-albumine del sangue: tale interazione è responsabile della diffusione sistemica della tossina.
L'ocratossina è un composto particolarmente stabile, in grado di resistere alle condizioni più estreme: si ritrova nel caffè anche dopo la tostatura ed è in grado di resistere a lungo ai normali processi metabolici. Solo i ruminanti sono in grado di degradarla rapidamente ad ocratossina alpha, un derivato molto meno tossico, privo del gruppo fenilalaninico, grazie all'azione della loro flora batterica. Proprio il gruppo fenilalaninico infatti è responsabile di molti effetti tossici, poiché consente alla tossina di sostituirsi all'amminoacido in molti processi metabolici e di biosintesi.
In molti paesi e nell'Unione europea esistono limiti rigidi al contenuto in ocratossina A di cibi e mangimi, mentre la sostanza non è regolamentata negli USA.

## Biocontrollo
Studi recenti puntano alla selezione di microrganismi capaci di controllare la crescita e il metabolismo secondario dei ceppi di A. carbonarius e A. niger sulle piante, causando una forte riduzione nella produzione della tossina e della sua presenza negli alimenti..